# 北山靖
北山 靖（きたやま やすし 1962年3月4日 - ）は、東海ラジオ放送の元アナウンサー。（北山 泰之名義で活動していた時期もある。兵庫県神戸市出身。関西学院大学卒業。大学時代は落語研究会に所属していた。また、アナウンサー養成学校生田教室にも在学・卒業している。

## 人物
1986年、東海ラジオ入社。プロ野球の中日ドラゴンズ戦中継『ガッツナイター』実況をはじめとするスポーツ番組を主に担当している。
酒井弘明らとともに、Jリーグの名古屋グランパスエイト戦中継『東海ラジオ ワイルドサッカー』の開始当初に関わった人物の1人。2002年頃よりしばらくJリーグ中継からは離れていたが、北山の後任として2007年までグランパス中継や関連番組に関わっていた村上和宏が同局のスポーツ課長へ就任することに伴い、2008年から再びリポーターとして参加している。
実況の際には、落研出身者らしく、試合展開や目の前の光景を違うモノで表現する"たとえ話"を多用する他、
打者が安打を記録した時には｢～前ヒッツ！｣と、語尾を高くし、連呼する癖が出る。
尚、理由は不明だが、2017年はガッツナイターでの実況を一度も行っていない。リポートも4月14日の巨人戦（ナゴヤドーム）で担当したのが最後である。実況アナウンサーの不足が生じた為、この年はニッポン放送を早期退職してフリーとなった松本秀夫が数本単位で中日主催試合の実況に加わっている。同年10月の改編以降は定時の中日新聞ニュースをローテーションで担当しているが、2018年2月には中日ドラゴンズの春季キャンプの取材に行っており、同年のガッツナイターより実況陣に復帰している。
2022年度を以って定年を迎えたが、同年4月現在、ガッツナイター（リポートとして）、中日新聞ニュースへの出演は継続している。
62歳となった2024年5月6日の対巨人戦は東海ラジオ『ガッツナイターClassic Day』として、3回裏まで実況（解説：宇野勝、4回以降は自局の大澤広樹が実況を担当するリレー形式）を担当した。
2025年3月、東海ラジオを退社。

## 出演番組
スポーツ中継
- 東海ラジオ ガッツナイター
- 東海ラジオ ワイルドサッカー（1993年 - 2001年頃、2008年 - ）
- 名古屋国際女子マラソン→名古屋ウィメンズマラソン中継

スポーツ中継以外
- 中日新聞ニュース
- ガッツナイター最前線（2007年から2009年まで設けられたベースボールデスク制度に伴い、パーソナリティを担当）
- ガッツナイタープラス（2007年度、パーソナリティ）
- ガッツだ!ドラゴンズ（パーソナリティ）
- チア・スポ（2011年10月 - 2012年3月）

### 実況を担当した主な試合
いずれも『ガッツナイター』
- 1999年9月30日：明治神宮野球場で行われたヤクルト対中日。中日11年ぶり5度目のセ・リーグ優勝決定試合。
- 2004年7月10日：ナゴヤドームで開催されたサンヨーオールスターゲーム第1戦（東海ラジオをキー局に、文化放送などのNRN系列全国ネットで放送）
- 2008年8月4日：ナゴヤドームで行われた中日対巨人。山本昌がプロ入り通算200勝を達成した試合。

## CM
過去のものも含む
- 赤池タイヤ
- 白英舎
- タイヤショップME
- アサヒビール（ガッツナイターオリジナルバージョン）
- ボリショイサーカス（2012年）などの自社関連イベント告知
- イクサムグループ
- 酒のすぎた※不定期
- 東海職業能力開発大学校（同僚の青山紀子とともに担当）
- 中京綜合警備保障
- 井村屋（お赤飯の素、スポーツようかん）
- カシオ情報機器（楽一）

など